# Кнапп, Сандра
Сандра Кнапп (англ. Sandra Knapp) — британский ботаник американского происхождения. С 2018 года президент  Лондонского Линнеевского общества, член Американской академии искусств и наук. В 2016 году награждена Линнеевской медалью. С 2022 года — член Лондонского королевского общества.
С 1992 года сотрудник отдела растений в департаменте естественных наук Музея естественной истории в Лондоне. С 1997 — Филдовского музея естественной истории США.
Специализируется  по систематике семейства паслёновых (Solanaceae), прежде всего уделяя внимание роду паслён (Solanum), включающему картофель, томаты, баклажаны, и роду стручковых перцев (Capsicum), дополнительно изучает их малоизвестных сородичей из рода Lycianthes. Является одним из ведущих сотрудников проекта «Solanaceae Source».
В мае 2010 года опубликовала описания четырёх новых видов рода паслён (Solanum aspersum, Solanum luculentum, Solanum sanchez-vegae и Solanum sousae) в онлайн-журнале «PLOS One», это были первые ботанические описания новых видов, не опубликованные в традиционной печатной литературе.
Долгое время в полевых условиях исследовала флору Центральной и Южной Америки, собирая образцы растений.
На протяжении многих лет руководит проектом Флора Мезоамерики.
Является соредактором различных научных журналов, таких как BMC Evolutionary Biology, Taxon, Oryx и Systematics and Biodiversity.